# 金道宇
金道宇（韓語：김도우），韓國電視劇編劇。

## 作品

### 電視劇
- 2003年：MBC《雪人》
- 2005年：MBC《我叫金三順》
- 2006年：MBC《狐狸啊，你在做什麼？》
- 2007年：tvN《新人魚故事》
- 2011年：MBC《我也是花》
- 2014年：tvN《有理的愛情》

## 外部連結
- NAVER搜索 （页面存档备份，存于）